# Tautologie (stijlfiguur)
Een tautologie is het benadrukken van een woord met een ander woord dat (zo goed als) dezelfde betekenis heeft.
Tautologieën komen voor als taalfout en als stijlfiguur. In dat geval is er vaak sprake van zogenaamd versteend gebruik. Tautologieën die worden gebruikt om een gevoel kracht bij te zetten, kunnen niet als fout worden aangemerkt.
Min of meer versteende tautologieën zijn bijvoorbeeld:
- actief bezig zijn
- afgelopen (over) en uit
- bont en blauw (ook een alliteratie)
- een en dezelfde
- geheel en al
- gratis en voor niets
- keurig netjes
- klaar uit
- leugen en bedrog / list en bedrog
- nooit ofte nimmer (ook allit.)
- roddel en achterklap
- schots en scheef (ook allit.)
- vast en zeker / zeker en vast
- voor eeuwig en altijd / voor altijd en eeuwig
- wis en waarachtig (ook allit.)
- wikken en wegen (ook allit.)

Hele zinnen ('spreekwoorden') als versteende tautologie:
- Opgeruimd staat netjes.
- Wie wat bewaart die heeft wat.
- Hoe je het ook wendt of keert.
- Het is niet goed of het deugt niet.

Voorbeelden van (nog) niet versteende tautologieën zijn:
- netjes en verzorgd
- blij en verheugd
- live en rechtstreeks
- roepen en tieren
- krijsen en tieren
- maar... + echter...
bijvoorbeeld: "Er zijn forse bezuinigingen genomen, maar we merken er echter niets van."
- want... + immers...
bijvoorbeeld: "Ik neem een drankje, want ik heb immers dorst."
- als ... zijnde
bijvoorbeeld: "Als chauffeur zijnde ken ik de weg hier goed."

Veel Cruijffiaanse uitspraken zijn tautologieën, bv.:
- je snapt het pas als je het begrijpt
- je moet schieten, anders kun je niet scoren
- als je ergens niet bent, ben je óf te vroeg óf te laat

## Verwante begrippen
Aan de tautologie verwant is het pleonasme. Zowel tautologie als pleonasme zijn vormen van redundantie.